# Oostflakkee
Oostflakkee  este o comună în provincia Olanda de Sud, Țările de Jos.

## Localități componente
Achthuizen, De Langstraat, Den Bommel, Ooltgensplaat, Oude-Tonge, Zuidzijde.